# 田辺まり
田辺 まり（たなべ まり、2005年10月19日 - ）は、日本の子役。東京都出身。ファイブ☆エイトに所属していた。

## 人物
- 家族構成は父、母、姉の4人家族。
- 特技はお絵描き、折り紙。
- 趣味はママのお手伝い、体を動かすこと。
- 長所は頑張り屋なところ、短所は怖がりなところ。
- 好きな色はピンク。

## 出演

### 映画
- ロストクライム -閃光-（2010年公開）片桐めぐみ 役
- うさぎドロップ（2011年）前田麗奈 役

### バラエティ
- にほんごであそぼ（2008年 -2022年 、NHK教育）レギュラー出演

### ドラマ
- 聖なる怪物たち 第4話（2012年、テレビ朝日）園児 役
- 烈車戦隊トッキュウジャー 第3話（2014年、テレビ朝日）小学生 役

### 雑誌
- クライ・ムキ キッズのじんべいとゆかた+ベビー（2009年、日本ヴォーグ社）
- 親子で行く東京ディズニーリゾート ガイドブック（2009年、講談社）

### CM
- ロッテ チョコパイ（2009年）妹及び娘役(森本慎太郎と共演)
- 西友 安いは愛だ! クリスマス篇（2009年）
- 花王 リセッシュ 幼稚園篇（2010年）
- ハウス ふうふうシチュー（2010年）
- 養命酒製造
  - 春の家族編（2013年～2017）
  - 夏の家族編（2013年～2017）
  - 秋の家族編（2013年～2017）
  - 冬の家族編（2013年～2017）
- マクドナルド ハッピーセット（2013年）

### スチール
- イオン 2009七五三（2009年）